# Pierre Adam
Pierre Adam (Parigi, 24 aprile 1924 – 24 settembre 2012) è stato un pistard francese.

## Palmarès
- Giochi olimpici

Londra 1948: oro nell'inseguimento a squadre.